# Ramones Around the World
Ramones Around the World je glazbeni, dokumentarni i životopisni video od američkog punk rock sastava Ramones, koji je objavljen 1993. godine. Sadržaj se sastoji od kućnih video snimaka Markya Ramonea, na kojima se nalaze njihovi koncertni nastupi i događanja iza pozornice. Kritičari su pozdravili ovaj projekt jer smatraju da se na njemu nalaze vrlo vjerni podaci o sastavu. Također su ovaj materijal odlično prihvatili kolekcionari i obožavatelji sastava ali i svi punk štovatelji i sastavi na koje su Ramonesi utjecali.

## Sudionici na projektu
- Dee Dee Ramone
- Joey Ramone
- Johnny Ramone
- Marky Ramone
- Christopher Ward

## Produkcija
- Producent - Marky Ramone
- Obrada filma - Curtis Cates, Terri Marlowe

## Vanjske poveznice
- Ramones Around the World u internetskoj bazi filmova IMDb-a